# Komodor (Kriegsmarine)
Komodor (izvirno nemško Kommodore) je bil najnižji zastavni čin (v rangu admiralskega čina) v nemški Kriegsmarine, ki je bil prevzet od Reichsmarine (iz časov Weimarske republike). 
Nižji čin je bil kapitan, medtem ko je bil višji kontraadmiral. V drugih vejah Wehrmachta (Heer in Luftwaffe) ni bilo enakovrednega čina, medtem ko mu je v Waffen-SS ustrezal čin SS-Oberführerja.

## Napredovanje
V čin komodorja so bili povišani poveljniki več ladij oz. podmornic, ki so tako izvajali taktično poveljstvo v sklopu začasne flotilje.

## Oznaka čina
Osnovna (naramenska) oznaka čina kapitana korvete je bila sestavljena iz štirih prepletenih vrvic, ki so bile pritrjene na črno podlago ter dveh zvezd. Častniki tehniške stroke pa so imeli na spodnji del epolete dodan še simbol zobnika. 
Narokavna oznaka čina (ki se je nahajala na spodnjem delu rokava) je bila sestavljena iz enega širokega zlatega traku in ene debelejše zlate črte in nad njimi se je nahajala ena petkraka zvezda.
Oznaka čina za slavnostno uniformo je bila sestavljena iz oznake sidra na zlati epoleti (z zlato obrobo).
Galerija
- Osnovna naramenska oznaka čina
- Narokavna oznaka čina